# Rhabdochaeta pluscula
Rhabdochaeta pluscula es una especie de insecto del género Rhabdochaeta de la familia Tephritidae del orden Diptera.

## Historia
Hardy la describió científicamente por primera vez en el año 1970.